# Rolls-Royce Armoured Car
Samochód pancerny Rolls-Royce ang. Rolls-Royce Armoured Car – brytyjski samochód pancerny z okresu I wojny światowej.

## Historia
Po wybuchu I wojny światowej dowództwo lotnictwa floty brytyjskiej, biorąc pod uwagę doświadczenia armii francuskiej i belgijskiej zamówiło w firmie Rolls-Royce Limited samochód pancerny oparty na konstrukcji samochodu Rolls-Royce Silver Ghost, który był już wykorzystywany w oddziałach lotnictwa floty. Pod koniec 1914 roku był już gotowy prototyp takiego samochodu, który otrzymała nazwę Rolls-Royce (1914 Admiralty Turreted Pattern) i rozpoczęto jego produkcję. 
Samochód ten był prostą przeróbką samochodu Silver Ghost, polegającą na jego opancerzeniu blachą o grubości 8-9 mm, oraz wstawieniu wieżyczki, w której zamontowano karabin maszynowy. 
Już po wojnie w 1920 roku powstała druga wersja tego samochodu oznaczona jako Rolls-Royce (1920 Pattern). Modernizacja polegała na zamianie kół szprychowych na tarczowe, a wieżyczka została podwyższona i otrzymała trójspadowy dach. Wzrosła też jego waga do 3,85 tony. 
Łącznie wyprodukowano ok. 192 samochodów tego typu, z tym wersji: wzór 1914 – ok. 150 i wzór 1920 – 42.

## Opis konstrukcji
Samochód pancerny Rolls-Royce był zbudowano na niezmienionym podwoziu samochodu Silver Ghost. Nadwozie został pokryte blachą o grubości 8-9 mm, za kabiną kierowcy na dachu umieszczono wieżyczkę osłonięto z trzech stron w której zamontowano karabin maszynowy. W wersji z 1920 roku wieżyczka była osłonięta także z góry. W tylnej części nadwozia umieszczono odkrytą platformę do przewozu rzeczy. 
Napęd stanowił silnik Rolls-Royce o mocy 50 KM, 6-cylindrowy, rzędowy, chłodzony cieczą. 
Uzbrojenie składało się z karabinu maszynowego Vickers kal. 7,7 mm. W czasie II wojny światowej część tych samochodów otrzymała karabin maszynowy Bren kal. 7,7 mm.

## Użycie
Samochód pancerny Rolls-Royce był powszechnie używany w czasie I wojny światowej, gdzie brały udział wojska brytyjskie. Po zakończeniu wojny samochody te pozostały w użyciu, przy czym głównie w koloniach brytyjskich, gdzie często były modernizowane, zmiany polegały głównie na zmianie rodzaju uzbrojenia. 
W chwili wybuchu II wojny światowej w armii brytyjskiej znajdowało się jeszcze kilkadziesiąt takich samochodów, głównie w Afryce Północnej, gdzie brały udział w pierwszym okresie walk z wojskami niemieckimi w Afryce Północnej. Później służyły w ochronie lotnisk. Ostatnie raporty mówią o ich wykorzystaniu w wojsku w 1944 roku.